# 310-е годы до н. э.
310-е (три́ста деся́тые) го́ды до на́шей э́ры по пролептическому юлианскому календарю — промежуток времени с 1 января 319 года до н. э. по 31 декабря 310 года до н. э., включающий с 319 по 311 годы 9-го десятилетия  и 310 год 10-го десятилетия IV века 1-го тысячелетия до н. э. Им предшествовали 320-е годы до н. э., за ними следовали 300-е годы до н. э. Они закончились 2335 лет назад.

## Важнейшие события

### 320 год до н. э.
- 320 (Т. Ливий. История… М., 1989—1993, т. 1, с. 413—421) — Консулы Луций Папирий Курсор (2-й раз) (патриций) и Квинт Публилий Филон (3-й раз) (плебей). Диктатор (№ 51) Гай Мений. Диктатор (№ 52) Луций Корнелий Лентул, начальник конницы Луций Папирий Курсор. Диктатор (№ 53) Тит Манлий Империоз Торкват. Плебейские трибуны Луций Ливий, Квинт Мелий, Тиберий Нумиций. Фециал Авл Корнелий Арвина.
- 320 — Римский сенат отказался ратифицировать договор, отослал консулов к самнитам и продолжал войну. Самниты не подвергли заложников наказаниям.
- 320 — Самниты взяли Фрегеллы. Победа Публилия над самнитами. Осада римлянами Луцерии. Крупная победа консулов у Луцерии (по варианту Т.Ливия, победителем и триумфатором был диктатор Л.Корнелий Лентул). Самниты капитулируют и выдают римлянам 600 заложников, 7 тыс. самнитов прогнали под ярмом.
- Тит Манлий Торкват назначен диктатором.
- Самниты захватывают Фрегеллы, но потом побеждены Публилием.
- Папирий захватывает Луцерию. Самниты разгромлены.
- Ок. 320 — Сиракузский военачальник Агафокл (уроженец Термы Гимеренсес) изгнан из Сиракуз олигархией после двух попыток свергнуть аристократию.
- Агафокл изгнан из Сиракуз Акесторидом.
- 320/319 — Афинский архонт-эпоним Неэхм.
- Сатир из Элиды становится двукратным олимпийским победителем в кулачном бою (приблизительный год).
- 320 — Антигон предпринял поход против брата Пердикки Алкета и его неарха Аттала. Из Каппадокии Антигон переправился в Писидию и прибыл к Критскому городу, где разгромил Алкета и взял в плен многих военачальников. Алкет укрылся в Термисе. Антигон подошёл к городу, Алкет закололся. Антигон, таким образом, значительно увеличил своё войско.
- Конец Первой войны диадохов.
- Эвмен попадает в ловушку и побеждён Антигоном у Оркинии.
- Начало систематического изучения ботаники Феофрастом.
- Апеллес пишет картину «Афродита Анадиомена» (приблизительный год).
- Чжоу Шэнь Цзинь-ван становится царём китайской династии Чжоу.

### 319 год до н. э.
- 319 (Т. Ливий. История… М., 1989—1993, т. 1, с. 421—427) — Консулы Луций Папирий Курсор (3-й раз) (патриций) и Квинт Авлий Церретан (2-й раз) (плебей).
- 319 — Взятие Л. П. Курсором Сатрика. Триумф Л. П. Курсора.
- 319/318 — Афинский архонт-эпоним Аполлодор.
- 319 — Смерть Антипатра, который назначает своим преемником Полиперхонта (ум.п.303), а сына Кассандра сделал лишь хилархом (1000-начальником).
- 319 — Полиперхонт предложил союз Эвмену. Эвмен бежал из осаждённых Нор, получил от Олимпиады и персидского сатрапа Певкеста деньги и собрал большое войско. Полиперхонт и Олимпиада вверили Эвмену главнокомандование над азиатской армией.

### 318 год до н. э.
- 318 (Т. Ливий. История… М., 1989—1993, т. 1, с. 427) — Консулы Марк Фолий Флакцинатор (патриций) и Луций Плавтий Венокс (плебей). Претор Луций Фурий.
- 318 — Созданы две трибы: Уфентинская и Фалернская.
- 318/317 — Афинский архонт-эпоним Архипп (II).
- 318 — Полиперхонт объявляет о восстановлении демократии в Греции. Падение власти олигархов в Афинах. Кассандр тайно заключил союз с Птолемеем.

### 317 год до н. э.
- 317 (Т. Ливий. История… М., 1989—1993, т. 1, с. 427) — Консулы Гай Юний Бубульк Брут (плебей) и Квинт Эмилий Барбула (патриций).
- 317 — Агафокл захватывает власть в Сиракузах при поддержке Карфагена. Свержение аристократии и расправа над олигархами.
- 317—289 — Тиран Сицилии Агафокл (361—289).
- 317/316 — Афинский архонт-эпоним Демоген.
- 317 — Кассандр явился под Афинами. Македонец Никанор сдал ему Пирей и Мунихию. Полиперхонт двинулся из Фокиды в Аттику и осадил Пирей, но затем оставил там лишь часть армии во главе с сыном Александром, а сам двинулся в Пелопоннес. Кассандр овладел Эгиной, осадил Саламин, но вернулся в Пирей. Полиперхонт неудачно пытался взять Мегалополь. Афины заключают с Кассандром союз и восстанавливают олигархию. Правителем Афин «избран» Деметрий Фалерский. Кассандр двинулся на Македонию, заключая союз с городами.
- 317 — Эвмен остановился на зимовку в Каррах, в Месопотамии. Он потребовал от Селевка помощи. Но Селевк и Пифон возобновили старый канал и затопили места вокруг лагеря Эвмена. Но Эвмену удалось отвести воду. Тогда Селевк позволил Эвмену пройти через свою провинцию. Антигон переправился через Тигр и вошёл без боя в Сузы. Сатрапом Сузианы он сделал Селевка и велел ему вести осаду крепости. При переправе через реку Копрот Эвмен напал на армию Антигона, которая понесла потери. Антигон двинулся на Экбатаны и осуществил с Неархом и Пифоном тяжёлый переход через землю косеев.
- 317 — Эвмен направился в Персию. Антигон двинулся за ним и настиг. В сражении армии Антигона, Пифона и Деметрия против армии Эвмена Антигон потерпел поражение и отступил. Эвмен продолжил путь к Габиенам и встал на зимовку. Зима — Решающее сражение. Конница Эвмена была разбита, но атака аргираспидов разбила фалангу Антигона. Конница Антигона захватила обоз Эвмена. Македоняне согласились выдать Эвмена в обмен на обоз. Антиген, вождь аргираспидов, и Эвмен были казнены.
- 317 — Полиперхонт, Эакид и Олимпиада выступили против Эвридики, жены Филиппа III, и осадили царицу в Эбиях. Македоняне схватили Филиппа и Эвридику (в Амфиполе). По приказу Олимпиады Филипп был убит, а Эвридику вынудили покончить с собой. Александр объявлен царём. Олимпиада казнит более 100 знатных македонян и возбуждает всеобщую ненависть.
- 317—311 — Царь Македонии Александр IV (323—311).
- 317 — Кассандр заключает мир с тегейцами и двинулся на Македонию. Этолийцы заняли горные проходы. Кассандр переправился в Фессалию по морю. Олимпиада с Роксаной и Александром удаляются в Пидну. Кассандр осадил Пидну.
- 317 — Чандрагупта завершает подчинение Северной Индии.

### 316 год до н. э.
- 316 (Т. Ливий. История… М., 1989—1993, т. 1, с. 427—428) — Консулы Спурий Навтий Рутил (патриций) и Марк Попилий Ленат (плебей). Диктатор (№ 54) Луций Эмилий Мамерцин Приверна, начальник конницы Луций Фульвий.
- 316 — Осада Сатикулы. Победа диктатора Л.Эмилия над самнитами у Сатикулы.
- 316/315 — Афинский архонт-эпоним Демоклид.
- 316 — Эакид пытается помочь Олимпиаде в войне с Кассандром и изгнан из Эпира македонянами. После осады Олимпиада капитулирует. Аристоной сдаёт Кассандру Амфиполь, а Моним — Пеллу. Македоняне приговаривают Олимпиаду к смерти и казнят. Кассандр женится на Фессалонике, а Александра и Роксану отправляет в Амфиполь для содержания под стражей.
- 316 — Полиперхонт отступил в Этолию. Кассандр разбил этолийцев и решил вновь населить Фивы, а затем подступил к Истму, который укрепил Александр, сын Полиперхонта. Кассандр подчинил Аргос, города Мессены и Гермиону.
- 316 — Антигон отступил в Мидию и встал на зимовку около Экбатан. Ему донесли, что Пифон переманивает на свою сторону его воинов. Антигон вызвал Пифона к себе и казнил. Сатрапом Мидии он назначил мидянина Оронтовата. В Персеполе Антигона встретили с царскими почестями. Многие сатрапы были смещены. На место Певкеста в Персиду поставлен Асклепиодар. Хранитель казны в Сузах Ксенофил отдал её Антигону. Деметрий женился на Филе, дочери Антипатра и вдове Кратера.
- 316 — Айраратское царство становится независимым. В нём утверждается династия Оронтидов, потомков сатрапа Оронта (Ерванда).
- Ок. 316 — Антигон основал Никею, столицу Вифинии.
- 316 — Цинь завоёвывает царство Ба-тхук (Сычуань).

### 315 год до н. э.
- 315 (Т. Ливий. История… М., 1989—1993, т. 1, с. 428—430) — Консулы Луций Папирий Курсор (4-й раз) (патриций) и Квинт Публилий Филон (4-й раз) (плебей). Диктатор (№ 55) Квинт Фабий Максим Руллиан (+290), начальник конницы Квинт Авлий Церретан. Затем начальник конницы Гай Фабий Амбуст.
- 315 — Диктатор осаждает Сатикулу. Гибель Кв. Авлия Церретана. Взятие Сатикулы. Неудачная для римлян битва у Лавтул. Победа над самнитами у Соры.
- 315/314 — Афинский архонт-эпоним Праксибул.
- Царь Македонии Кассандр основывает Салоники.
- 315 — Кассандр начал восстановление Фив.
- 310-е годы — Царства Хань, Чжао, Вэй, Янь и Ци заключают между собой военный союз и нападают на Цинь, но разбиты.

### 314 год до н. э.
- 314 (Т. Ливий. История… М., 1989—1993, т. 1, с. 430—434) — Консулы Марк Петелий Либон (плебей) и Гай Сульпиций Лонг (патриций). Диктатор (№ 56) Гай Мений, начальник конницы Марк Фолий.
- 314 — Взятие римлянами Соры. Истребление племени авзонов. Отпадение Луцерии. Луцерия разрушена, туда выведено поселение (2500 человек). Диктатор Г.Мений слагает полномочия, суд над ним, оправдан. Оправдан Публилий Филон. Самнитская армия проникла в Кампанию и стояла под Капуей. Победа римлян под Капуей.
- 314/313 — Афинский архонт-эпоним Никодор.
- 314 — Антигон вступил с войском в Вавилон. Селевк почтил его царскими дарами. Антигон потребовал дать отчёт о доходах с Вавилонии. Селевк поссорился с ним и с 50 товарищами бежал в Египет. Антигон послал погоню, но та не настигла его. Антигон сосредоточил в руках власть над Азией. Кассандр, Птолемей, Селевк и Лисимах образуют против него коалицию и предъявили ему ультиматум с требованием уступить некоторые провинции.
- 314 — Антигон двинулся в Финикию и стал строить флот. Он взял Иоппию и Газу и присоединил к своему войску воинов Птолемея, находившихся там. Антигон осадил Тир. Птолемей отправил своих полководцев в Пелопоннес и на Кипр. Селевк прибыл на Кипр, взял Керипию и Лапиф, привлёк на свою сторону Манейского царя Стасиика и взял Киттей.
- 314—245 — Правитель Чжоу Нуань-ван.

### 313 год до н. э.
- 313 (Т. Ливий. История… М., 1989—1993, т. 1, с. 434—435) — Консулы Луций Папирий Курсор (5-й раз) (патриций) и Гай Юний Бубульк Брут (2-й раз) (плебей). Диктатор (№ 57) Гай Петелий Либон Визол, начальник конницы Марк Фолий. Диктатор (№ 58) Квинт Фабий Максим Руллиан.
- 313 — Перевес в войне перешёл к римлянам. Римляне проникают в Апулию. Взятие Нолы в Кампании. Выведены поселения в Свессу и на Понтии.
- 313 — Большая часть Сицилии признаёт власть Агафокла. Акрагант, Гела и Мессана, боровшиеся против Сиракуз, подчиняются власти Агафокла.
- 313/312 — Афинский архонт-эпоним Теофраст.
- 313 — Эакид вновь захватил власть в Эпире и выступил против Кассандра. Полководец Кассандра Филипп разбил эпиротов. Эакид бежал в Этолию и вскоре погиб. На престол возведён Алкет. Приверженцы Эакида бежали с его сыном Пирром к царю Иллирии Главкию.
- 313—307 — Царь Эпира Алкет II.
- 313 — Ликион, полководец Кассандра, выступил на эпиротов из Акарнании. В первом сражении он потерпел поражение, но затем разбил эпиротов и взял Эвримены. После этого Алкет был вынужден заключить союз с Кассандром. Кассандр потребовал от Главкия выдать Пирра, но тот отказал.
- 313 — После 15-месячной осады Тира Антигон заключил договор, выпустив из города солдат Птолемея и введя свой гарнизон. К нему пришли 60 кораблей с Геллеспонта и Родоса, 80 привёл племянник Антигона Диоскорид, а 120 кораблей были построены в Финикии.
- 313 — Калантяне и истряне (Фракия) выгнали от себя македонские гарнизоны и заключили союз с фракийцами и скифами. Лисимах взял Одис, покорил истрян и двинулся на Каллантий. Фракийцев он уговорил перейти на свою сторону, а скифов разгромил. Лисимах осадил Каллантий. Антигон отправил на помощь полководца Павсания. Лисимах двинулся ему навстречу, при переправе через Эм разбил царя Фракии Сеуфа, а затем разбил Павсания, который погиб, а часть его войска перешла к Лисимаху.

### 312 год до н. э.
- 312 (Т. Ливий. История… М., 1989—1993, т. 1, с. 435—436) — Консулы Марк Валерий Максим Корвин (патриций) и Публий Деций Мус (плебей). Цензоры Аппий Клавдий Цек (Слепой) (патриций) (правнук консула 450 года) (ум. после 280) и Гай Плавтий (плебей). Диктатор (№ 59) Гай Сульпиций Лонг, начальник конницы Гай Юний Бубульк.
- 312 — Строительство дороги от Рима до Капуи («виа Аппиа») и водопровода.
- Цензор Аппий Клавдий Цезус санкционировал строительство 16-километрового водопровода в Рим, который получил его имя — акведук Aqua Appia. Также было начато строительство тоже названной в честь него Via Appia — каменной дороги, соединившей Рим с Южной Италией.
- 312/311 — Афинский архонт-эпоним Полемон.
- 312 — Кассандр направил войско в Карию. Антигон поручил Деметрию Финикию и двинулся к Геллеспонту. Его полководец Птолемей изгнал македонский гарнизон из Халкидики и провозгласил свободу греческих городов, затем переправился в Беотию, выбил македонян из Кадмеи и Фокиды и заключил союз с афинянами.
- 312 — Птолемей Лаг переправился на Кипр, где лишил власти или казнил царей, изобличённых в связях с Антигоном. Затем он переправился в Карию, разграбил Киликию и вернулся на Кипр, а потом в Александрию. Птолемей выступил из Пелусия в Сирию и начал грабить страну. В упорной битве Птолемей и Селевк разбили Деметрия под Газой. Птолемей захватил Сидон и Тир и занял всю Финикию. Начальник тирского гарнизона Андроник был выдан своими солдатами Птолемею.
- Птолемей I. и Seleukos I. победили Деметроса I. Поликретского, сына Антигона I., в сражении под Газой.
- 312 — Селевк с 1000 человек двинулся на Вавилон и привлёк на свою сторону македонян из Карр. Он взял крепость в Вавилоне и занял всю сатрапию. Сатрап Мидии Никанор и сатрап Персии Эвагр выступили против Селевка. Тот переправился через Тигр и ночью напал на вражеский лагерь. Эвагр был убит, Никанор бежал, а Селевк подчинил Мидию и Сузиану.
- 312 — Антигон вывел армию из Фригии и переправился через Тавр. Птолемей отошёл, разоряя города Сирии. Антигон восстановил свою власть в Сирии и Финикии. Деметрию удалось разбить Килла, одного из полководцев Птолемея. Деметрий повёл войско на Вавилон и занял одну из его цитаделей. Птолемей осадил Галикарнасс, и Деметрий должен был покинуть Месопотамию.
- Иллирийский царь Главкий завоевал греческий город Эпидамн.

### 311 год до н. э.
- 311 (Т. Ливий. История… М., 1989—1993, т. 1, с. 436—439) — Консулы Гай Юний Бубульк Брут (3-й раз) (плебей) и Квинт Эмилий Барбула (2-й раз) (патриций). Плебейские трибуны Луций Атилий, Гай Марций, Марк Деций.
- 311 — В Риме учреждена должность двух начальников флота. Постановлено избирать 16 военных трибунов на 4 легиона.
- 311 — Тарент потребовал прекращения войны, но римляне не обратили на это внимания. Взятие римлянами Г.Юния Клувия и Бовиана. Войну с Римом начали этруски, осадили Сутрий. Победа римлян Кв. Эмилия над этрусками у Сутрия. Самниты привели в Этрурию значительные силы.
- 311/310 — Афинский архонт-эпоним Симонид.
- 311 — Мир между диадохами. Кассандр — главный полководец в Европе до совершеннолетия Александра. Под властью Антигона остаются Малая Азия, Сирия и Северная Месопотамия. Греки должны жить на своих правах. Селевку постепенно покорились восточные провинции, в том числе и Бактрия.
- 311 (309) — Роксана и её сын Александр отравлены по приказанию Кассандра.

### Конец 310-х годов до н. э.
- Победа карфагенян над Агафоклом в битве при Экноме.
- Война в Греции между диадохами. Аристодем, посланный Антигоном, опустошает земли Коринфа. Стратег Кассандра сжигает 500 человек в Аргосе.

### Конец IV века до н. э.
- Образование государств на территории Армении.
- Бывший персидский сатрап Атропат основывает царство Атропатена (Южн. Азербайджан) со столицей в Газаке.
- согласно некоторым гипотезам, не имеющим широкого признания, в это время происходит завоевание сабейцами царства Катабан (Южн. Йемен).
- Внутренние смуты в Янь. Войны Ци и Янь.
- Часть населения Ба-тхука отступает к югу. Сложился племенной союз Нам-кыонг во главе с родом Тхук. (Вьетнам)